# Lindell Wigginton
Lindell Shamar Wigginton (Halifax, Nueva Escocia; 28 de marzo de 1998) es un baloncestista canadiense que pertenece a la plantilla de los Xinjiang Flying Tigers de la CBA. Con 1,85 metros de estatura, juega en la posición de base.

## Trayectoria deportiva

### Universidad
Jugó dos temporadas con los Cyclones de la universidad Estatal de Iowa.

#### Estadísticas
| Año     | Equipo     | PJ | PT | MPP  | %TC  | %3P  | %TL  | RPP | APP | ROB | TPP | PPP  |
| ------- | ---------- | -- | -- | ---- | ---- | ---- | ---- | --- | --- | --- | --- | ---- |
| 2017–18 | Iowa State | 31 | 31 | 33.0 | .414 | .401 | .660 | 3.7 | 2.8 | .9  | .4  | 16.7 |
| 2018–19 | Iowa State | 25 | 2  | 26.0 | .413 | .390 | .720 | 4.0 | 2.1 | .8  | .4  | 13.4 |
| Total   | Total      | 56 | 33 | 29.8 | .414 | .397 | .687 | 3.9 | 2.5 | .8  | .4  | 15.2 |

### Profesional
Tras no ser elegido en el Draft de la NBA de 2019, disputó las Ligas de Verano de la NBA 2019 con los Toronto Raptors. El 4 de septiembre de 2019 firmó un contrato de prueba con los Minnesota Timberwolves. Según el acuerdo, finalmente aterrizó en los Iowa Wolves de la NBA G League, el filial de los Timberwolves. El 8 de noviembre de 2019, anotó 24 puntos, 7 asistencias y 6 rebotes en una derrota ante el Sioux Falls Skyforce.  Durante la temporada 2019-20 Wigginton promedió 15.3 puntos, 3.7 rebotes y 3.6 asistencias por partido en la G League. 
El 18 de mayo de 2020, firma por el Ironi Nes Ziona B.C. de la Ligat ha'Al, el primer nivel del baloncesto israelí.
El 13 de enero de 2022, firmó un contrato dual con los Milwaukee Bucks y su filial de la G League, los Wisconsin Herd.
El 3 de noviembre de 2022 fue incluido en la lista de jugadores de Wisconsin Herd después de firmar contrato con el equipo de la G League.
El 7 de marzo de 2023, firma un contrato dual con Milwaukee Bucks.
El 7 de enero de 2024, es cortado por los Bucks. El 5 de febrero firma con los Xinjiang Flying Tigers de la Chinese Basketball Association.

### Selección nacional
En 2016, formó parte de la selección de baloncesto de Canadá Sub-18 que consiguió la una medalla de plata en el Campeonato FIBA Américas Sub-18 en Valdivia (Chile) y, al año siguiente, jugó un papel crucial en la carrera de Canadá hacia el oro en la Copa Mundial FIBA Sub-19 en 2017 en El Cairo (Egipto) ya que promedió 12,4 puntos, 7,0 rebotes y 4,2 asistencias por partido durante el torneo.

## Estadísticas de su carrera en la NBA

### Temporada regular
| Año     | Equipo    | PJ | PT | MPP  | %TC  | %3P  | %TL   | RPP | APP | ROB | TPP | PPP |
| ------- | --------- | -- | -- | ---- | ---- | ---- | ----- | --- | --- | --- | --- | --- |
| 2021-22 | Milwaukee | 19 | 0  | 10.5 | .426 | .346 | .543  | 1.3 | 1.2 | .3  | .1  | 4.2 |
| 2022-23 | Milwaukee | 7  | 1  | 12.4 | .486 | .333 | .889  | 1.0 | 2.0 | .0  | .3  | 7.1 |
| 2023-24 | Milwaukee | 3  | 0  | 2.5  | .400 | .000 | 1.000 | .0  | .0  | .0  | .0  | 2.0 |
| Total   | Total     | 29 | 1  | 10.1 | .447 | .326 | .630  | 1.1 | 1.3 | .2  | .1  | 4.7 |